# Sông Amper

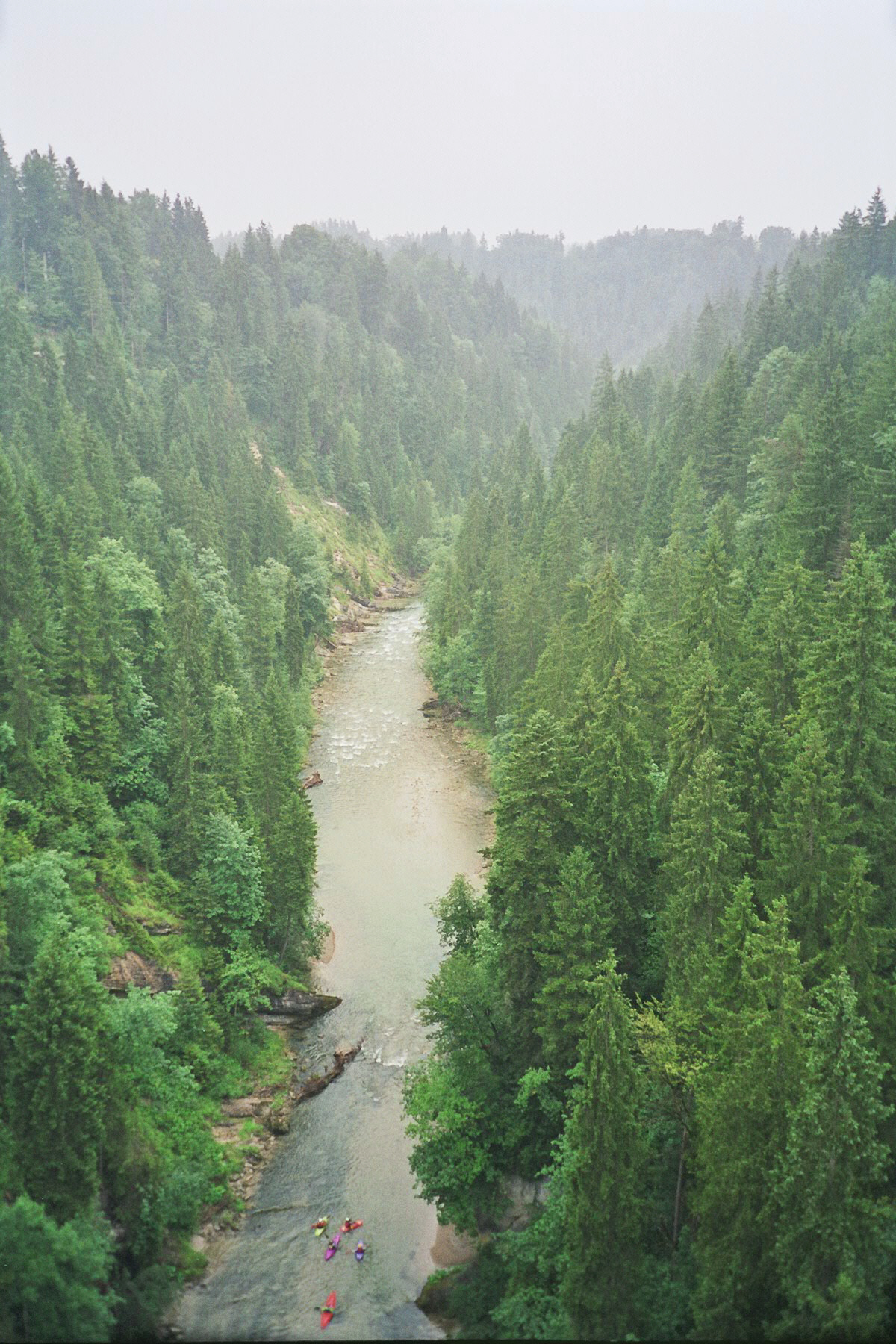
Hẻm núi Ammer nhìn từ cầu Echelsbach

Sông Amper (phần trên của nó cho tới Ammersee gọi là Ammer) là một con sông ở miền Nam Bayern, Đức. Nó là sông nhánh lớn nhất của sông Isar. Sông Amper chảy vào sông Isar tại Moosburg, 185 kilômét (115 mi) từ nguồn với lưu lượng là 45 m³/s. Nó chảy vào hồ Ammer. Sông nhánh chính của nó là Glonn (bắt nguồn gần Augsburg), sông Würm (chảy ra từ hồ Starnberg), và Maisach. Các thành phố dọc theo sông Amper bao gồm Fürstenfeldbruck, Dachau và Moosburg.

## Sách báo
- Franz X. Bogner: Ammer und Amper aus der Luft: Porträt einer Flusslandschaft. Bayerland-Verlag, Dachau 2009. ISBN 978-3-89251-402-2.
- Norbert Göttler: An Ammer und Amper – Eine kulturhistorische Wanderung. 3. Auflage. Bayerland-Verlag, Dachau 2004, ISBN 3-89251-060-1
- Martin Siepmann, Brigitta Siepmann: Werdenfelser Land und oberes Ammertal. Bayerland-Verlag, Dachau 1995, ISBN 3-89251-213-2

### Thể thao
- Aktuelle Wasserstand-/Pegelinformationen bayerischer Flüsse
- Ammer in Gefahr! 11 Kleinkraftwerke bedrohen die Ammer.
- Beschreibung der oberen Ammer für Kanusportler
- Bản lưu trữ tại Wayback Machine
- Wanderung im Ammertal zu den Höhlen der Teufelsküche Lưu trữ ngày 6 tháng 7 năm 2010 tại Wayback Machine